# 顧堅 (嘉靖進士)
顧堅（？—？），字元貞，直隸蘇州府吳縣民籍常熟縣人，明朝政治人物。

## 生平
嘉靖三十七年（1558年）戊午科應天府鄉試第三十七名舉人。嘉靖三十八年（1559年）中式己未科會試第二百五十一名，三甲第九十二名進士。授洛阳县知县。

## 家族
曾祖顧宣；祖父顧右；父顧廩，母衛氏；繼母徐氏。严侍下。